# Ново село (община Търговище)
Вижте пояснителната страница за други значения на Ново село.
Ново село (на сръбски: Ново Село или Novo Selo) е село в община Търговище, Пчински окръг, Сърбия.
Според преброяването през 2011 населението е 131 души.

## История
В края на XIX век Ново село е част от Прешевска кааза на Османската империя. Църквата „Свети Йоан Кръстител“ е от 1866 година. Според статистиката на Васил Кънчов („Македония. Етнография и статистика“) от 1900 година в Прешевска каза има две селища на име Ново село – едното е населявано от 260, а другото от 125 жители българи християни. (Второто е Ново село в община Буяновац.) Според патриаршеския митрополит Фирмилиан в 1902 година в Ново село има 39 сръбски патриаршистки къщи. По данни на секретаря на Българската екзархия Димитър Мишев („La Macédoine et sa Population Chrétienne“) в 1905 година в Ново село (Novo Selo) има 600 българи патриаршисти гъркомани.
В 2002 година в селото живеят 145 сърби.

## Население
- 1948- 212
- 1953- 214
- 1961- 191
- 1971- 195
- 1981- 161
- 1991- 131
- 2002- 145